# Lu Shuhai
Lu Shuhai (chinesisch 吕树海; * 20. Juli 1966) ist ein ehemaliger chinesischer Eisschnellläufer.
Lu trat international erstmals bei den Juniorenweltmeisterschaften 1984 in Assen in Erscheinung, wobei er den 26. Platz im Kleinen Vierkampf errang. In der Saison 1985/86 kam er bei der Mehrkampfweltmeisterschaft 1986 in Inzell auf den 33. Platz im Großen Vierkampf und bei den Winter-Asienspielen 1986 in Sapporo jeweils auf den vierten Platz über 5000 m sowie 10.000 m. In den folgenden Jahren belegte er bei den Olympischen Winterspielen 1988 in Calgary den 29. Platz über 10.000 m und holte bei den Winter-Asienspielen 1990 in Sapporo über 5000 m sowie 10.000 m jeweils die Silbermedaille. Letztmals international startete er bei der Winter-Universiade 1991 in Sapporo, wobei er den 23. Platz über 5000 m und den 14. Platz über 10.000 m errang.

## Persönliche Bestleistungen
| Disziplin | Zeit         | Datum             | Ort       |
| --------- | ------------ | ----------------- | --------- |
| 500 m     | 40,40 s      | 30. März 1985     | Harbin    |
| 1000 m    | 1:23,93 min  | 9. Dezember 1983  | Matsumoto |
| 1500 m    | 2:02,45 min  | 18. März 1989     | Changchun |
| 3000 m    | 4:22,08 min  | 26. Dezember 1984 | Inzell    |
| 5000 m    | 7:16,33 min  | 11. Dezember 1987 | Matsumoto |
| 10.000 m  | 14:49,52 min | 13. Februar 1988  | Calgary   |